# 庫倫之戰
庫倫之戰是1921年蒙古革命前夕在外蒙古境內爆發的一場戰鬥。1921年2月1日至3日，由罗曼·冯·恩琴指挥的亚洲骑兵师擊敗中國軍隊並攻佔庫倫（今烏蘭巴托）。

## 背景
1919年11月，皖系軍閥徐树铮率領中國軍隊佔領了庫倫，迫使外蒙古撤销自治。此後第八世哲布尊丹巴呼圖克圖也被软禁在博克多汗冬宮。直皖戰爭後皖系戰敗，由陳毅、褚其祥等人率殘軍駐留蒙古。
1920年秋，罗曼·冯·恩琴的亞洲騎兵師由於不敵蘇俄紅軍，因而从達斡里亞进入外蒙古，並多次試圖奪取庫倫。同年10月26日至27日以及11月1日至4日期間，亞洲騎兵師兩次進攻庫倫，但都被中國軍隊擊敗。亞洲騎兵師被迫撤退到土拉河附近，然后又撤退至克鲁伦河附近。然而恩琴男爵并未放弃攻占庫倫的计划。

## 作戰准備
為了奪取庫倫，亚洲骑兵师的規模擴充至約1460人，並且配备了12挺机枪和4门火炮，而且亚洲骑兵师制定了一份详细的進攻计划。当地蒙古居民表示，恩琴正在组建一支人数达5000人的蒙古人军队。中國軍隊得知後並未當一回事，而且也沒有對庫倫进行任何防御工事建设。
1921年1月26日，亚洲骑兵师派了两支侦察部队前往库伦附近，人数分别为500人和200人。1月29日，一位喇嘛从庫倫来到恩琴的營地，带来了第八世哲布尊丹巴呼圖克圖的哈达和信函，哲布尊丹巴希望恩琴能幫他將中国军队趕出外蒙古並解救自己。
中國方面，褚其祥旅为守衛庫倫的主力军，高在田骑兵团的三个营驻扎在库伦以北通往恰克图的地方，另一個團的两个营驻在库伦城南，陳毅卫队負責庫倫治安。

## 戰鬥
2月1日凌晨，由藏族、蒙古族和布里亚特人组成的队伍200人，从恩琴的營地出发，前往博克达汗山，打算解救被软禁的哲布尊丹巴呼圖克圖。同时，亚洲骑兵师主力向庫倫进发。傍晚，由鲍里斯·彼得洛维奇·列祖欣指挥的部队攻占了库伦以南的中国军队阵地。而另一隊200人则从庫倫东南方逼近城市。亚洲骑兵师很快就抵达哲布尊丹巴呼圖克圖被軟禁的地方，並擊敗中國軍隊，解救了哲布尊丹巴呼圖克圖及其妻子，并将他们护送至由亚洲骑兵师驻守的福祈寺。褚其祥旅不敵，退守庫倫東部。
2月3日凌晨1时许，亚洲骑兵师進攻库伦东部，4時多，库伦东部失守。褚其祥旅在卫兵保护下乘汽车向西逃走。陈毅逃出库伦后，由西转北逃往買賣城。亞洲騎兵師占领库伦后，派出骑兵追击褚其祥旅，褚其祥旅也逃到恰克图附近。

## 結果
戰後大蒙古國的独立地位得以恢复，哲布尊丹巴呼圖克圖重新登基為博克多汗。恩琴暫時控制庫倫後，俄國白軍還清洗了俄侨社区內的「布尔什维克支持者」。
亚洲騎兵师在庫倫获得了包括16门火炮、60挺机枪、5000支步枪和50万发子弹在內的大量补给，同时招募了大量俄籍士兵。為了感謝白軍的幫助，哲布尊丹巴呼圖克圖授予恩琴親王头衔。